# Daniel Alomia Robles

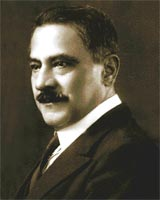
Daniel Alomia Robles

Daniel Alomia Robles (Huánuco, 3 de janeiro de 1871; Lima, 18 de junho de 1942) foi um Compositor e etnomusico peruano, mais conhecido por compor a Música El cóndor pasa em 1913.

## Biografia

### Infância e adolescência
Ainda criança se juntou ao coro da catedral de sua cidade natal. Quando completou 13 anos, em 1884, seus pais, Don Marcial Alomia, um imigrante francês, e Dona Michelle Robles, enviaram-no para Lima para incentivar seu talento artístico nos campos da pintura e do artesanato. Em 1887, já adolescente, ele conheceu Manuel de la Cruz Panizo, cantor de Igreja, compositor de música religiosa em várias igrejas e mosteiros de Lima, que o instruiu em teoria musical e canto coral.